# Guglielmo II d'Assia-Wanfried-Rheinfels
Guglielmo II, Langravio d'Assia-Wanfried-Rheinfels (anche noto come Guglielmo il Giovane; Langenschwalbach, 25 agosto 1671 – Parigi, 1º aprile 1731), era un figlio del Langravio Carlo d'Assia-Wanfried (1649–1711) e della sua prima moglie, Sofia Maddalena di Salm-Reifferscheid (morta nel 1675). Successe a suo padre come Langravio d'Assia-Wanfried ed Assia-Rheinfels. Dopo il 1711, si designò "Langravio d'Assia-Rheinfels".

## Vita
Guglielmo il Giovane cominciò la sua carriera come canonico a Colonia e Strasburgo. Dopo la morte di suo padre nel 1711 si recò a Wanfried, dove il suo giovane fratellastro Cristiano aveva assunto il potere. Ebbero una disputata che fu appianata dall'imperatore Carlo VI. Cristiano abbandonò le sue pretese sull'Assia-Wanfried-Rheinfels, in cambio di una pensione annuale di 7500 fiorini, oltre al Castello di Eschwege. Il castello era stato promesso ai Brunswick-Bevern nel 1667. Fu, tuttavia, riscattato per Cristiano nel 1713.
Guglielmo regnò sull'Assia-Wanfried-Rheinfels dal 1711 al 1731. Viaggiò spesso, di solito verso la Corte Imperiale a Vienna. Nel 1718, l'imperatore lo mise a capo del Castello di Rheinfels, dove le truppe del Langravio Carlo d'Assia-Kassel avevano resistito e respinto tre pesanti assedi da parte dei francesi.
Nel 1719, Guglielmo ottenne il permesso dal Papa di tornare alla laicità dello stato, per scongiurare l'estinzione imminente della linea d'Assia-Wanfried. Dopo la mediazione dell'Imperatore, sposò il 19 settembre 1719 Ernestina, la figlia del Conte Palatino Teodoro Eustachio di Sulzbach. Il matrimonio rimase senza figli.
Dopo la morte di Guglielmo, Ernestina continuò a vivere nel Castello di Rheinfels per un po', ma successivamente diventò priora del monastero carmelitano a Neuburg an der Donau, dove morì il 5 aprile 1775.
L'Assia-Wanfried e l'Assia-Rheinfels furono ereditati dal fratellastro minore, che si era designato Cristiano di Eschwege dal 1711.

## Ascendenza
|                                                     |                                                   |                                                   | Genitori                                             |  |  | Nonni |  |  | Bisnonni                            |  |  | Trisnonni                                |  |
|                                                     |                                                   |                                                   |                                                      |  |  |       |  |  | 8. Moritz, langravio d'Assia-Kassel |  |  | 16. Wilhelm IV, langravio d'Assia-Kassel |  |
|                                                     |                                                   |                                                   |                                                      |  |  |       |  |  | 8. Moritz, langravio d'Assia-Kassel |  |  | 16. Wilhelm IV, langravio d'Assia-Kassel |  |
|                                                     |                                                   | 17. Sabine von Württemberg                        |                                                      |  |  |       |  |  | 8. Moritz, langravio d'Assia-Kassel |  |  |                                          |  |
| 4. Ernst, langravio d'Assia-Rheinfels               |                                                   |                                                   |                                                      |  |  |       |  |  | 8. Moritz, langravio d'Assia-Kassel |  |  |                                          |  |
|                                                     |                                                   | 9. Juliane von Nassau-Dillenburg                  | 18. Johann VII, conte di Nassau-Siegen               |  |  |       |  |  |                                     |  |  |                                          |  |
|                                                     |                                                   | 9. Juliane von Nassau-Dillenburg                  | 18. Johann VII, conte di Nassau-Siegen               |  |  |       |  |  |                                     |  |  |                                          |  |
|                                                     |                                                   | 9. Juliane von Nassau-Dillenburg                  | 19. Magdalene von Waldeck-Wildungen                  |  |  |       |  |  |                                     |  |  |                                          |  |
| 2. Karl, langravio d'Assia-Wanfried                 |                                                   | 9. Juliane von Nassau-Dillenburg                  |                                                      |  |  |       |  |  |                                     |  |  |                                          |  |
|                                                     |                                                   | 10. Philipp Reinhard I, conte di Solms-Hohensolms | 20. Hermann Adolf, conte di Solms-Hohensolms         |  |  |       |  |  |                                     |  |  |                                          |  |
|                                                     |                                                   | 10. Philipp Reinhard I, conte di Solms-Hohensolms | 20. Hermann Adolf, conte di Solms-Hohensolms         |  |  |       |  |  |                                     |  |  |                                          |  |
|                                                     |                                                   | 10. Philipp Reinhard I, conte di Solms-Hohensolms | 21. Anna Sophia von Mansfeld-Hinterort               |  |  |       |  |  |                                     |  |  |                                          |  |
| 5. Maria Eleonore von Solms-Hohensolms              |                                                   | 10. Philipp Reinhard I, conte di Solms-Hohensolms |                                                      |  |  |       |  |  |                                     |  |  |                                          |  |
|                                                     |                                                   | 11. Elisabeth zu Wied                             | 22. Wilhelm IV, conte di Wied                        |  |  |       |  |  |                                     |  |  |                                          |  |
|                                                     |                                                   | 11. Elisabeth zu Wied                             | 22. Wilhelm IV, conte di Wied                        |  |  |       |  |  |                                     |  |  |                                          |  |
|                                                     |                                                   | 11. Elisabeth zu Wied                             | 23. Johanna Sibylla von Hanau-Lichtenberg            |  |  |       |  |  |                                     |  |  |                                          |  |
| 1. Wilhelm II, langravio d'Assia-Wanfried-Rheinfels |                                                   | 11. Elisabeth zu Wied                             |                                                      |  |  |       |  |  |                                     |  |  |                                          |  |
|                                                     | 12. Ernst Friedrich, conte di Salm-Reifferscheidt | 24. Werner, conte di Salm-Reifferscheidt          |                                                      |  |  |       |  |  |                                     |  |  |                                          |  |
|                                                     | 12. Ernst Friedrich, conte di Salm-Reifferscheidt | 24. Werner, conte di Salm-Reifferscheidt          |                                                      |  |  |       |  |  |                                     |  |  |                                          |  |
|                                                     | 12. Ernst Friedrich, conte di Salm-Reifferscheidt | 25. Marie von Limburg-Stirum                      |                                                      |  |  |       |  |  |                                     |  |  |                                          |  |
| 6. Erich Adolf, conte di Salm-Reifferscheidt        | 12. Ernst Friedrich, conte di Salm-Reifferscheidt |                                                   |                                                      |  |  |       |  |  |                                     |  |  |                                          |  |
|                                                     |                                                   | 13. Maria Ursula zu Leiningen-Dagsburg-Falkenburg | 26. Emich XI, conte di Leiningen-Dagsburg-Falkenburg |  |  |       |  |  |                                     |  |  |                                          |  |
|                                                     |                                                   | 13. Maria Ursula zu Leiningen-Dagsburg-Falkenburg | 26. Emich XI, conte di Leiningen-Dagsburg-Falkenburg |  |  |       |  |  |                                     |  |  |                                          |  |
|                                                     |                                                   | 13. Maria Ursula zu Leiningen-Dagsburg-Falkenburg | 27. Ursula von Fleckenstein                          |  |  |       |  |  |                                     |  |  |                                          |  |
| 3. Sophie Magdalene von Salm-Reifferscheidt         |                                                   | 13. Maria Ursula zu Leiningen-Dagsburg-Falkenburg |                                                      |  |  |       |  |  |                                     |  |  |                                          |  |
|                                                     |                                                   | 14. Moritz, langravio d'Assia-Kassel (= 8)        | 28. Wilhelm IV, langravio d'Assia-Kassel (= 16)      |  |  |       |  |  |                                     |  |  |                                          |  |
|                                                     |                                                   | 14. Moritz, langravio d'Assia-Kassel (= 8)        | 28. Wilhelm IV, langravio d'Assia-Kassel (= 16)      |  |  |       |  |  |                                     |  |  |                                          |  |
|                                                     |                                                   | 14. Moritz, langravio d'Assia-Kassel (= 8)        | 29. Sabine von Württemberg (= 17)                    |  |  |       |  |  |                                     |  |  |                                          |  |
| 7. Magdalene von Hessen-Kassel                      |                                                   | 14. Moritz, langravio d'Assia-Kassel (= 8)        |                                                      |  |  |       |  |  |                                     |  |  |                                          |  |
|                                                     |                                                   | 15. Juliane von Nassau-Dillenburg (= 9)           | 30. Johann VII, conte di Nassau-Siegen (= 18)        |  |  |       |  |  |                                     |  |  |                                          |  |
|                                                     |                                                   | 15. Juliane von Nassau-Dillenburg (= 9)           | 30. Johann VII, conte di Nassau-Siegen (= 18)        |  |  |       |  |  |                                     |  |  |                                          |  |
|                                                     |                                                   | 15. Juliane von Nassau-Dillenburg (= 9)           | 31. Magdalene von Waldeck-Wildungen (= 19)           |  |  |       |  |  |                                     |  |  |                                          |  |
|                                                     |                                                   | 15. Juliane von Nassau-Dillenburg (= 9)           |                                                      |  |  |       |  |  |                                     |  |  |                                          |  |